# Савалан (село)
Савалан (азерб. Savalan) — село в Габалинском районе Азербайджана. Расположено в долине Савалан к югу-западу от районного центра Габалы. Савалан известен как виноградарский регион, неподалеку в селе Гарадеин функционирует завод по переработке винограда.

## История
Село упоминается в Кавказском календаре 1912 года как татарское (азербайджанское) село Саваланъ Арешского уезда, Елизаветпольской губернии с населением 75 человек.
Ранее в Кавказском календаре 1856 года население обозначается как татары-сунниты (азербайджанцы), говорящие на татарском (то есть азербайджанском) языке.